# August von Stetten
August Ernst Marcus von Stetten (* 9. Dezember 1811 in Augsburg; † 14. September 1895 in Edenbergen-Gailenbach) war ein bayerischer Ministerialsekretär und Schlossherr.

## Leben

### Herkunft
August entstammte dem protestantischen Augsburger Patriziergeschlecht von Stetten. Er war das dritte Kind aus der Ehe des Christoph von Stetten (1774–1856), eines Sohnes von Paul von Stetten (1731–1808) und Bruders von Marcus von Stetten (1776–1826), mit Karolina (1780–1851), geborene von Lausberg. Er hatte eine ältere Schwester Anna Karoline Barbara und einen älteren Bruder Ernst Albrecht August.

### Karriere
Stetten wurde schon im Alter von zehn Jahren in die Lateinische Vorbereitungsschule in Augsburg aufgenommen und zeichnete sich als strebsamer Schüler aus. Nach dem Studium der Rechtswissenschaften und einem Praktikum beim Landgericht Kempten legte er 1835 bei der Regierung des Oberdonaukreises sein Staatsexamen ab und setzte dort anschließend sein Praktikum fort. Im März 1837 wurde er zum Kammerjunker ernannt und erhielt im September desselben Jahres seine Zulassung. 1838 erwarb er das Schloss Gailenbach in Edenbergen bei Augsburg. Im August 1842 wurde er zum Regierungssekretär bei der Regierung der Pfalz ernannt und schon ein Jahr später in selber Position auf seinen Wunsch nach Augsburg versetzt. Im April 1848 wurde August von Stetten zum Ministerialsekretär I. Klasse im bayerischen Innenministerium ernannt, nahm diese Stelle jedoch nur bis zum Mai 1849 wahr und wurde dann wiederum auf eigenen Wunsch als Assessor zur Regierung von Schwaben versetzt.
Im Januar 1852 trat er aus privaten Gründen aus dem Staatsdienst aus und konzentrierte sich in der Folge auf seine familiären Verhältnisse und die Verwaltung des Schlossgutes in Edenbergen. So ließ er 1888 in Edenbergen das Steingebäude der Wegkapelle am Mähder errichten. Im Jahr 1895 starb August von Stetten auf Schloss Gailenbach.

### Familie
Stetten hatte sich am 11. Oktober 1847 mit seiner Nichte Emilie von Stetten-Lang (1824–1900) verheiratete. Aus der Ehe ging die Tochter Emma (1856–1936) hervor, die am 28. August 1877 den Reichsrat Markus von Schnurbein heiratete.